# Koraro
Koraro est un village du nord de l'Éthiopie, située près de la ville d'Hawzen dans le Tigré.